# Al-Dżumum
Al-Dżumum – miasto w Arabii Saudyjskiej, w prowincji Mekka. W 2010 roku liczyło 25 601 mieszkańców.